# 宋厚
宋厚（1696年—1753年），字載岳，號不華，江南蘇州府長洲縣人，雍正二年（1723年）後屬元和縣人，清朝政治人物。

## 生平
宋厚來自蘇州長洲宋氏家族。祖父宋振業，父宋敦行（字秉誠，1673-1730）為監生，母為崑山李氏順治十二年（1655年）乙未科進士李開鄴（別名李可汧，李胤昌孫）孫女、惠州府知府李遙穀女（1674-1745）。宋厚為元和監生，雍正七年（1729年）任貴州鎮遠府同知，八年（1730年）丁父憂，服闋，十三年（1735年）任都勻府知府，乾隆二年（1737年）任貴東道，四年（1739年）遷貴州按察使，授中憲大夫，任內助哈元生等平定苗民起義有功，有傳記載，十年（1745年）丁母憂，服闋，十三年（1748年）任四川按察使，兼署四川布政使並護理四川巡撫印務，授通奉大夫，十五年（1750年）遭策楞參劾，十七年（1752年）捐贖銀後獲准回籍，十八年（1753年）秋卒於家。

## 家庭
夫人為州同汪士侃女；繼妻為教諭金堅女；側室趙氏。有二子：宋慶源及宋一源。還有二女：長女早卒；次女嫁監生張高松。